# Día de las bibliotecas
El Día de las bibliotecas, denominado Día de la Biblioteca hasta 2018, se celebra cada 24 de octubre en toda España.

## Historia
Esta celebración nació en 1997 impulsada por la Asociación Española de Amigos del Libro Infantil y Juvenil y con la colaboración del Ministerio de Cultura y Deporte. La fecha fue elegida en memoria del incendio de 1992 que destruyó la Biblioteca Nacional y Universitaria de Bosnia y Herzegovina, conocida en los medios como Biblioteca de Sarajevo.
La iniciativa nació para trasladar a la opinión pública la importancia de las bibliotecas como lugares de encuentro de las personas lectoras de todas las edades con la cultura, y como un instrumento de mejora de la formación y la convivencia humana, donde los libros están al alcance de todas las personas.
Todas las bibliotecas públicas, privadas, universitarias, especializadas, escolares, nacionales, comunitarias, móviles, físicas y virtuales albergan grandes tesoros, y destruirlas o no protegerlas, es un memoricidio a pequeña o gran escala.

## Temáticas
Desde 2019 se incluyó el lema «Apto para todos los públicos» y se sigue una línea temática anual. 
- Día de las Bibliotecas 2019: Bibliotecas con la igualdad de género.[1]
- Día de las Bibliotecas 2020: Bibliotecas ante la COVID. Bibliotecas, siempre a tu lado.[6]
- Día de las Bibliotecas 2021: Bibliotecas: leer, aprender, descubrir.[7][8]
- Día de las Bibliotecas 2022: "BiblioTEcuida".[9]